# Eva Renate Wutta
Eva Renate Wutta, geborene Blechschmidt, (* 4. Oktober 1931 in Schleinitz; † 25. September 2011 in Gröbenzell) war eine deutsche Bibliothekarin und Musikwissenschaftlerin.

## Leben
Nach Studien der Musik, Musikwissenschaft, Romanistik, Slavistik und Bibliothekswissenschaft erwarb sie 1956 mit einer Arbeit über die Violinschule Leopold Mozarts das Diplom in Musikwissenschaft. Von 1956 bis 1957 war sie als Bibliotheksreferendarin tätig, nach bestandener Fachprüfung (8. Juli 1957) dann von 1957 bis 1961 als Bibliothekarin im höheren Dienst an der Staatsbibliothek zu Berlin.
Im Rahmen ihrer Tätigkeit an der Berliner Staatsbibliothek war sie von 1959 bis 1961 als Mitarbeiterin am Répertoire International des Sources Musicales beteiligt und entstand auch ihre 1963 angenommene Dissertation an der FU Berlin über die Musikaliensammlung der Prinzessin Amalie von Preußen, der Schwester Friedrichs des Großen (Amalienbibliothek).
Von 1963 bis 1965 war Wutta als wissenschaftliche Angestellte an der Stadt- und Landesbibliothek Dortmund tätig, von 1970 bis 1981 dann im Schuldienst am Gymnasium in Lennestadt und von 1981 bis 1994 schließlich wieder im Bibliotheksdienst. Zuletzt leitete sie als Bibliotheksrätin die Musikbibliothek der Bayerischen Staatsbibliothek in München. Sie verstarb im September 2011 und hinterließ eine Tochter und einen Sohn.

## Werk
Wutta galt als Spezialistin für preußische Archive und Bibliotheken. Ihre Dissertation bot im Anschluss an die ältere Arbeit von Robert Eitner (1884) die erste wissenschaftliche Geschichte und Katalogisierung der Amalienbibliothek, einer bedeutenden Sammlung von Autographen, Abschriften und Drucken von Werken Johann Sebastian Bachs und seiner Söhne, aber auch zahlreicher französischer und italienischer Komponisten. Ihr Katalog umfasst 680 Nummern und erfasst alle Musikalien, die sich nachweislich einmal im Besitz Amaliens befanden, wobei für nicht mehr auffindbare Stücke die älteren Verzeichnisse von Carl Friedrich Zelter (1800–1802) und Eitner ausgewertet wurden. Die Erstellung der Dissertation wurde dadurch erschwert, dass 266 Stücke des Katalogs sich in den Ostberliner Beständen der Staatsbibliothek befanden und nach dem Bau der Berliner Mauer nicht mehr zu Korrekturen herangezogen werden konnten. Ein Auszug aus der Dissertation mitsamt dem von Wutta erstellten Katalog erschien 1965 im Druck und ist bis heute das wissenschaftliche Standardwerk geblieben, das sie 1989 noch durch eine Veröffentlichung über die Quellen der Bach-Tradition in dieser Sammlung ergänzte.
Von 1990 bis 2002 gab sie außerdem mit Wolfgang Hochstein und Reinhard Wiesend die Hasse Studien im Stuttgarter Carus-Verlag heraus.

## Schriften
- Die Amalien-Bibliothek. Musikbibliothek der Prinzessin Anna Amalia von Preußen (1723–1787). Historische Einordnung und Katalog mit Hinweisen auf die Schreiber der Handschriften (= Berliner Studien zur Musikwissenschaft, 8). Merseburger, Berlin 1965
- Quellen der Bach-Tradition in der Berliner Amalien-Bibliothek. Mit zahlreichen Abbildungen von Handschriften nebst Briefen der Anna Amalia von Preußen (1723–1787). H. Schneider, Tutzing 1989, ISBN 3-7952-0578-6